# Мальчин Юрій Макарович
'Юрій Макарович Маль (14 грудня 1940, Карапиші) — український педагог
Засновник і перший ректор Академії муніципального управління, доктор історичних наук, професор, академік Академії наук вищої освіти України, академік Міжнародної Академії освіти і науки, заслужений працівник народної освіти України, відмінник освіти України.

## Життєпис

### Освіта
У 1967 році закінчив історико-філософський факультет Київського державного університету імені Тараса Шевченка, у 1972—1974 роках навчався в аспірантурі, у 1974 році захистив кандидатську дисертацію, у 1976 році закінчив Київський інститут народного господарства, у 1987 захистив докторську дисертацію, а у 1988 році отримав наукове звання.

### Трудова діяльність
У 1958—1959 роках був обраний секретарем комітету комсомолу колгоспу в селі Карапиші, з 1959 по 1962 рік проходив строкову службу в Радянській армії, в 1967—1972 роках обирався першим секретарем райкому комсомолу м. Київ, секретарем Київського міському та секретарем Київського обкому комсомолу.
У 1974—1975 роках працював викладачем історичного факультету Київського державного університету імені Тараса Шевченка, з 1976 по 1991 рік працював старшим викладачем, доцентом, професором Вищої партійної школи при ЦК Компартії України, Київського інституту політології та соціального управління, у 1991—1995 роках працював професором Інституту міжнародних відносин Київського національного університету імені Тараса Шевченка. У 1995—2005 роках став засновником і першим ректором вищого навчального закладу IV рівня акредитації Академії муніципального управління, а з 2005 року — почесним ректором.

## Громадсько-політична діяльність
У 1991—1993 роках обирається координатором громадської організації «Новаційний центр "Справедливість», у 1992—2006 роках стає віцепрезидентом Міжнародного незалежного фонду «Українські реформи», з 2005 по 2010 рік — президентом Всеукраїнського товариства «Україна—Росія». У 1993—1996 роках — один з ініціаторів створення і координатор політичної партії Трудовий конгрес України, а в 1996—2006 роках — один із фундаторів і заступник голови Народно-демократичної партії.
В 1997 році обраний академіком Академії наук вищої освіти України, а в 2015 — академіком Міжнародної Академії освіти і науки.

## Наукова діяльність
Є автором понад 100 наукових та науково-методичних публікацій, зокрема:
- Актуальні проблеми адміністративної та муніципальної реформи;
- Основи муніципального права України: навчальний посібник;
- Історія місцевого самоврядування України: навчальний посібник, 2013; 2015; 2017;
- Політологія: курс лекцій; Збірник нормативних документів з організації навчального процесу за кредитно-модульною системою;
- Проблеми розвитку місцевого самоврядування в Україні;
- Становлення органів самоорганізації населення як форми розвитку місцевого самоврядування;
- Проблеми кадрового забезпечення проведення радикальних реформ в Україні;
- Державна влада та місцеве самоврядування у Київській Русі.

Є також відомим фахівцем у галузі історії державного управління та місцевого самоврядування, кадрової політики, теорії і політики політичних партій, методики викладання політології та історії у вищій школі, розробки та впровадження новітніх освітніх технологій.

### Родина
Дружина— Мальчина (Сізікова) Ольга Іванівна — журналістка, письменниця.
Дочка Тетяна — завідувач кафедрою іноземних мов.
Дочка Анна — адвокат, керуючий партнер адвокатської компанії.
Має трьох онуків та одну правнучку.

### Нагороди та звання
Заслужений працівник народної освіти України.
Грамота Верховної Ради України.
Почесна грамота Кабінету Міністрів України.
Відмінник освіти України.